# Kirsten Gillibrand
Kirsten Elizabeth Rutnik Gillibrand (pronunciado / dʒɪləbrænd) (Albany, Nueva York, 9 de diciembre de 1966) es una abogada y política estadounidense del Partido Demócrata, senadora por el estado de Nueva York desde 2009, ocupando el escaño que dejó vacante Hillary Rodham Clinton cuando asumió el cargo de Secretaria de Estado en la administración de Obama.  
De 2007 a 2008 fue miembro de la Cámara de Representantes por el distrito 20 de Nueva York, siendo la primera mujer representante del distrito y la primera demócrata desde Edward W. Pattison que dejó el cargo en 1979. Durante ese periodo formó parte del caucus demócrata conservador Blue Dogs Coalition. Asumió posiciones más liberales cuando se incorporó al senado en 2009.
El gobernador de Nueva York David Paterson nombró a Gillibrand senadora para asumir el escaño sustituyendo a Hillary Rodham Clinton nombrada Secretaria de Estado por el presidente Barack Obama. Asumió su cargo el 26 de enero de 2009. En 2010 tuvo que someterse a una votación para conservar su escaño que ganó con el 63 % de votos. Fue reelegida en 2012 con el 72 % de votos recibiendo mayor porcentaje de votos que cualquier otra candidatura de Nueva York. En 2018 logró el 67 % de votos.
Es especialmente conocida por trabajo en la denuncia del acoso sexual. Durante su mandato como senadora ha denunciado las violaciones en el ejército y las agresiones sexuales antes de que surgiera el movimiento #Me Too en 2017 movimiento del que está considerada una de las voces destacadas. En enero de 2017 estuvo a la cabeza de la marcha de mujeres contra el presidente Trump. También ha respaldado la campaña "Chinga la Migra" surgida en 2018 para abolir la ICE (la guardia de fronteras) alejándose de sus posiciones conservadoras sobre inmigración y armas.
En enero de 2019 anunció la creación de un comité explorador para su candidatura a la presidencia de Estados Unidos.

## Biografía

### Primeros años y educación
Nacida en una familia con conexiones políticas, Kirsten Rutnik nació y se crio en Albany, Nueva York. Sus padres son Douglas P. Rutnik, un cabildero republicano y el exabogado de la oficina del defensor público; y Polly Noonan Rutnik, también abogada. La abuela materna de Gillibrand, Dorothea "Polly" Noonan (1915-2003), fue una activista de los derechos de la mujer que fundó el Albany Club Democrático de Mujeres y fue un confidente del alcalde Erastus Corning. "Como una niña de 10 años de edad", dijo Gillibrand más tarde, "me gustaría escuchar a mi abuela y debatir las cuestiones que hizo una impresión duradera en mí. 
Después de asistir a la Academia de Albany el Santo Nombre, se graduó en 1984 de la Emma Willard School en Troy, Nueva York. Si bien, es una hábil jugadora de tenis.
Con una especialización en estudios asiáticos, se graduó del Dartmouth College. Obtuvo su Juris doctor (JD) de la Facultad de Derecho de la UCLA en 1991. Ella trabajó para el senador Alfonse D'Amato (R-NY) durante la universidad, y sirvió como empleada de una ley sobre el Segundo Tribunal de Circuito de Apelaciones del Juez Roger Minero.

### Carrera jurídica
Durante la administración Clinton, Gillibrand sirvió como Consejera Especial del Secretario de Vivienda y de Desarrollo Urbano (HUD, siglas en inglés), Andrew Cuomo. Trabajó en el SVDU con su Iniciativa de Nuevos Mercados, en el fortalecimiento de la ley Davis-Bacon ejecución, y en la redacción de nueva legislación de los mercados para la inversión pública y privada en la construcción de infraestructura en áreas de bajos ingresos.
Como asociada en Davis Polk & Wardwell y socia de Boies, Schiller y Flexner, Gillibrand ha trabajado en una amplia gama de los ordenamientos jurídicos y cuestiones relacionadas con las políticas. Lleva muchos casos pro bono, incluyendo las mujeres maltratadas y sus hijos, y los inquilinos que buscan una vivienda segura después de que en sus hogares se haya descubierto pintura con plomo y otras condiciones que crean inseguridad.
Durante su empleo en la empresa, que representa Philip Morris (ahora Altria) de 1995 a 1999, durante la celebración de grandes litigios, incluyendo la defensa de los civiles y criminales del FBI sondas. La financiación de su campaña tuvo registros que indican que había recibido 23.200 dólares en contribuciones de algunos de los empleados de la empresa. Gillibrand debatió libremente su trabajo de Philip Morris con el Albany Times-Union, que había votado a favor de los tres proyectos de ley contra el tabaco en ese período de sesiones del Congreso, que no tratan de ocultar su trabajo de Philip Morris y había hablado antes a otros periodistas. Señaló que la mayor parte de su trabajo consistía en ayudar a la empresa en el montaje de los documentos en respuesta a citaciones, y como socia del bufete carecía de control sobre los clientes para los que trabajó.
Fue la presidenta del Foro de Liderazgo de la Mujer y la Red estaba en las salas de la Comisión del Legado Eleanor Roosevelt y de la Comisión de Conservación del Patrimonio Verde para el Valle del Río Hudson. También sirvió en la Junta Asesora para el Centro Brennan para la Justicia.

### Carrera política

#### Cámara de Representantes
En 2006, Gillibrand derrotó a cuatro plazo al titular republicano, John E. Sweeney, en Nueva York por el distrito 20 del Congreso, su victoria electoral fue por un margen de 53% a 47% del Republicano. Cofundó el caucus del Congreso de la Alta Tecnología con el republicano Michael McCaul (R-TX) al comienzo del 100.º Congreso. Votó en contra de la Ley de Estabilización Económica de Emergencia de 2008, las dos veces que vinieron antes de la Asamblea.
Gillibrand ganó la reelección en 2008 y disfrutó de un segundo término, derrotando a Alexander "Sandy" Treadwell, 62% a 38%. Durante la campaña, fue criticada por haber acogido la recaudación de fondos en Londres, Inglaterra y París, Francia. Si bien la recaudación de fondos fue legal y las contribuciones sólo vinieron de los ciudadanos estadounidenses que viven en el extranjero, los críticos vieron sus acciones como hipócritas, ya que criticó Rep. Sweeney para la de recaudación de fondos fuera del estado en las elecciones de 2006.
Durante su mandato en la Cámara, solía tomar el Metro de Washington con su hijo Theodore a quien dejaba en la guardería del Congreso antes de proceder al trabajo. También exponía sus planes diarios de trabajo, impresos de provisiones legislativas y de divulgación de información financiera en su sitio web.
En la Cámara, sirvió en varias comisiones y subcomisiones:
- Comisión de Agricultura
  - Subcomisión de Horticultura y Agricultura Orgánica
  - Subcomité de Ganadería, Lechería, y de aves de corral
- Comisión de Servicios Armados
  - Subcomisión de Seapower y las Fuerzas Expedicionarias
  - Subcomisión sobre el terrorismo y las amenazas no convencionales

## Trayectoria electoral
Campaña de 2006
Gillibrand participó, en la elección a la Cámara de Representantes de Nueva York del 20.º Distrito del Congreso, contra el titular republicano, por cuatro términos, John E. Sweeney. El distrito suburbano y rural era uno de los que más apoyaban a los republicanos en la zona Noreste. Sweeney, políticamente de postura conservadora/libertaria, no se había enfrentado a un serio adversario en sus anteriores elecciones a la Cámara. Gillibrand ganó las elecciones por un margen del 6% sobre Sweeney.
Campaña de 2008
Gillibrand postuló para la reelección en noviembre de 2008, derrotando a Sandy Treadwell (R) para mantener su escaño.
Campaña de 2010
Gillibrand ganó las primarias en septiembre de 2010, derrotando a Gail Goode por un margen de tres a uno, alcanzando la nominación demócrata.
Gillibrand ganó las elecciones especiales de noviembre de 2010 manteniendo formalmente su escaño. Su oponente republicano fue Joseph DioGuardi, anterior congresista.

## Candidatura presidencial
En enero de 2019 anunció su candidatura a las elecciones presidenciales de Estados Unidos. Quienes le apoyan consideran que puede puede apelar a los votantes de centro. Otras voces dentro de su partido consideran que es mejor encontrar una candidatura nueva "y una cara diferente" para movilizar a la base más próxima a la izquierda del partido demócrata.

## Posiciones política

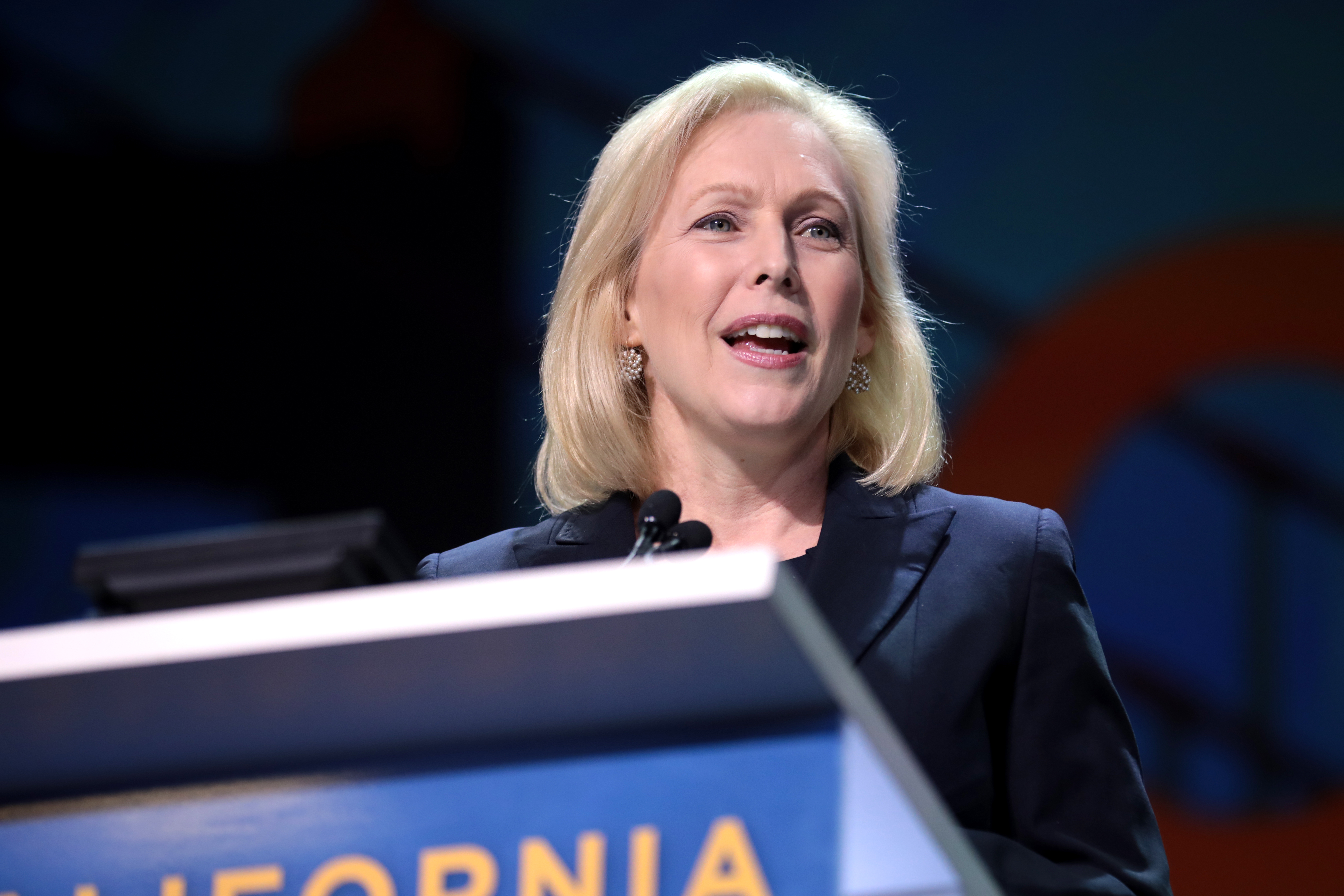
La senadora estadounidense Kirsten Gillibrand habla con los asistentes a la Convención Estatal del Partido Demócrata de California de 2019. Centro de Convenciones George R. Moscone en San Francisco, California.

### Derechos de las mujeres
Gillibrand es especialmente defensora de la igualdad entre hombres y mujeres y denuncia el abuso de poder a través de las agresiones sexuales y la devaluación sistemática de las mujeres en la sociedad estadounidense. Desde su escaño como senadora denunció las violaciones en el ejército y las agresiones sexuales en las universidades mucho antes de que surgiera el movimiento movimiento Me Too a finales de 2017 del que en la actualidad es una de las voces destacadas. En enero de 2017 se situó a la cabeza de la marcha de mujeres contra Trump en Washington.
Gillibrand también ha declarado que el antiguo presidente Bill Clinton hubiera tenido que dimitir tras el caso Lewinsky, una posición que algunos seguidores de los Clinton le han reprochado.

## Vida personal
Gillibrand vive en Greenport, un pequeño pueblo 35 millas al sur de Albany. Divide su tiempo entre Greenport y Washington D. C., con su marido, Jonathan Gillibrand, de nacionalidad británica, consultor de capital de riesgo y sus dos hijos. Su hijo mayor, Theodore, nació en 2004. El 15 de mayo de 2008, Gillibrand dio a luz a su segundo hijo, Henry Nelson Gillibrand, convirtiéndola en la sexta mujer que ha dado a luz durante su servicio como miembro del Congreso. Sus colegas en la Cámara la ovacionaron por trabajar hasta el día que dio a luz.